# Badessa

Stemma da badessa.

Il termine badessa, forma aferetica di abbadessa, entrambi derivati dal latino abatissa, quale femminile di abate, indica la superiora di un monastero di alcuni ordini religiosi cristiani.
La sua giurisdizione amministrativa è pari a quella di un abate.

## Storia
Il monachesimo cristiano, tanto maschile quanto femminile, ha inizio nel IV secolo dopo Cristo. Dopo la fase degli "eremiti", uomini e donne che si ritiravano nel deserto o in grotte in totale isolamento, si diffuse ad opera di San Paolo di Tebe il cenobio. La vita cenobitica non prevede un vero e proprio monastero, ma molte celle o grotte isolate, con una cappella o chiesa in comune (lavra - laura). 
Soltanto con Benedetto da Norcia e la sorella Santa Scolastica nasce il monachesimo occidentale. Ai Benedettini ed alle Benedettine si affiancano altre comunità monastiche, come quelle dei vescovi Martino di Tours e Paolino di Nola. Sono i Benedettini e le Benedettine, però, a dare origine a vere e proprie comunità monastiche: le celle dei monaci e delle monache di un monastero benedettino si trovano, infatti, in un'unica struttura. Da qui nasce l'esigenza di avere un abate o una abbadessa, che guidi l'intera comunità.
Solo con la riforma di Cluny nasceranno strutture di coordinamento, dette province, che sovraintenderanno a più "priorati", mentre nella prassi benedettina originaria ogni monastero ha una sua piena autonomia.
La badessa è per le monache, quindi, madre e maestra. Come l'abate ed il vescovo, porta spesso una croce pettorale, simbolo della sua autorità sulle consorelle.
È solitamente compito della badessa guidare la preghiera, attribuire le mansioni e concedere eccezioni alla regola, soprattutto per le novizie e le monache malate.

## Badessa imperiale
"Badessa imperiale" era colei che guidava un'"abbazia imperiale". 
Le "Abbazie Imperiali" (in tedesco: Reichsabteien o Reichsklöster oppure Reichsstifte) erano delle case religiose del Sacro Romano Impero che per gran parte della loro esistenza avevano mantenuto lo stato di Reichsunmittelbarkeit ("Protettorato imperiale"): in virtù di questo, molte di esse erano sottoposte alla sola autorità imperiale e molti territori ad esse relativi erano sovrani (ma di ridotte dimensioni), indipendenti da qualsiasi altra realtà territoriale. Questo status apportava numerosi vantaggi politici e finanziari, come l'immunità legale dalla locale autorità del vescovo, oltre a diritti e donativi di varia natura e provenienza.
Il capo di un'Abbazia Imperiale era solitamente un "Abate imperiale" (Reichsabt) o, per le abbazie femminili, una "Badessa imperiale" (Reichsäbtissin).

## Letteratura
Alessandro Manzoni nei Promessi sposi (capitoli IX - X) tratta della madre badessa del convento di Monza che collabora attivamente con il principe-padre per indurre Gertrude (Monaca di Monza) a farsi monaca.

## Arte
A Parma, annessa all'ex monastero di San Paolo, si trova la Camera della Badessa, nota per gli affreschi cinquecenteschi del Correggio.